# Прогресс (Саратовская область)
Прогре́сс — посёлок в Ивантеевском районе Саратовской области. Входит в состав Знаменского муниципального образования.

## География
Посёлок находится на расстоянии примерно 15 км (по прямой) на восток-северо-восток от села Ивантеевка, административного центра района.

## Население
| 2010 |
| ---- |
| 0    |

### Национальный состав
Согласно результатам переписи 2002 года, в национальной структуре населения русские составляли 68 % из 71 чел.